# Die Vier im Jeep
Die Vier im Jeep (bra: Quatro num Jeep) é um filme de drama suíço de 1951 dirigido por Leopold Lindtberg e Elizabeth Montagu. No Festival Internacional de Cinema de Berlim 1951 o filme ganhou um Urso de Ouro de Melhor Drama, e no BAFTA 1952 o drama ganhou o Prêmio das Nações Unidas. Foi indicado ao Palme d'Or no Festival de Cannes 1951.

## Enredo
Em Viena pós guerra, ocupada por aliados, quatro sargentos, representando cada uma das nações de ocupação, fazem a patrulha no mesmo jipe. Um dia, eles recebem a missão de capturar e prender um prisioneiro que fugiu de um campo de prisioneiros de guerra soviética. No entanto, quando eles descobrem a verdade sobre o fugitivo, Karl, e sua esposa, Franziska, então eles decidem ajudá-los.

## Elenco
- Ralph Meeker como Sargento William Long
- Viveca Lindfors como Franziska Idinger
- Yossi Yadin como Sargento Vassili Voroshenko
- Michael Medwin como Sargento Harry Stuart
- Albert Dinan como Sargento Marcel Pasture
- Paulette Dubost como Germaine Pasture
- Harry Hess como Capitão R. Hammon
- Eduard Loibner como Hackl
- Hans Putz como Karl Idinger
- Geraldine Katt como Steffi